# Río Dulce (Guadalajara)
El río Dulce es un afluente por la izquierda del río Henares, y este a su vez del Jarama y del Tajo, en España. 

## Nacimiento, localidades de paso y desembocadura
Nace en el municipio de Estriégana (Guadalajara), en la sierra Ministra, entre los pagos de La Umbría y La Buitrera. Discurre siempre por localidades de la comarca de la Serranía de Guadalajara, que son Jodra del Pinar, Pelegrina, La Cabrera, Aragosa, Mandayona y Villaseca de Henares, para desembocar en el río Henares en un paraje del municipio de Matillas conocido como el Salto de la Villa. 

## Zonas destacables de paso y valor ecológico  y cultural

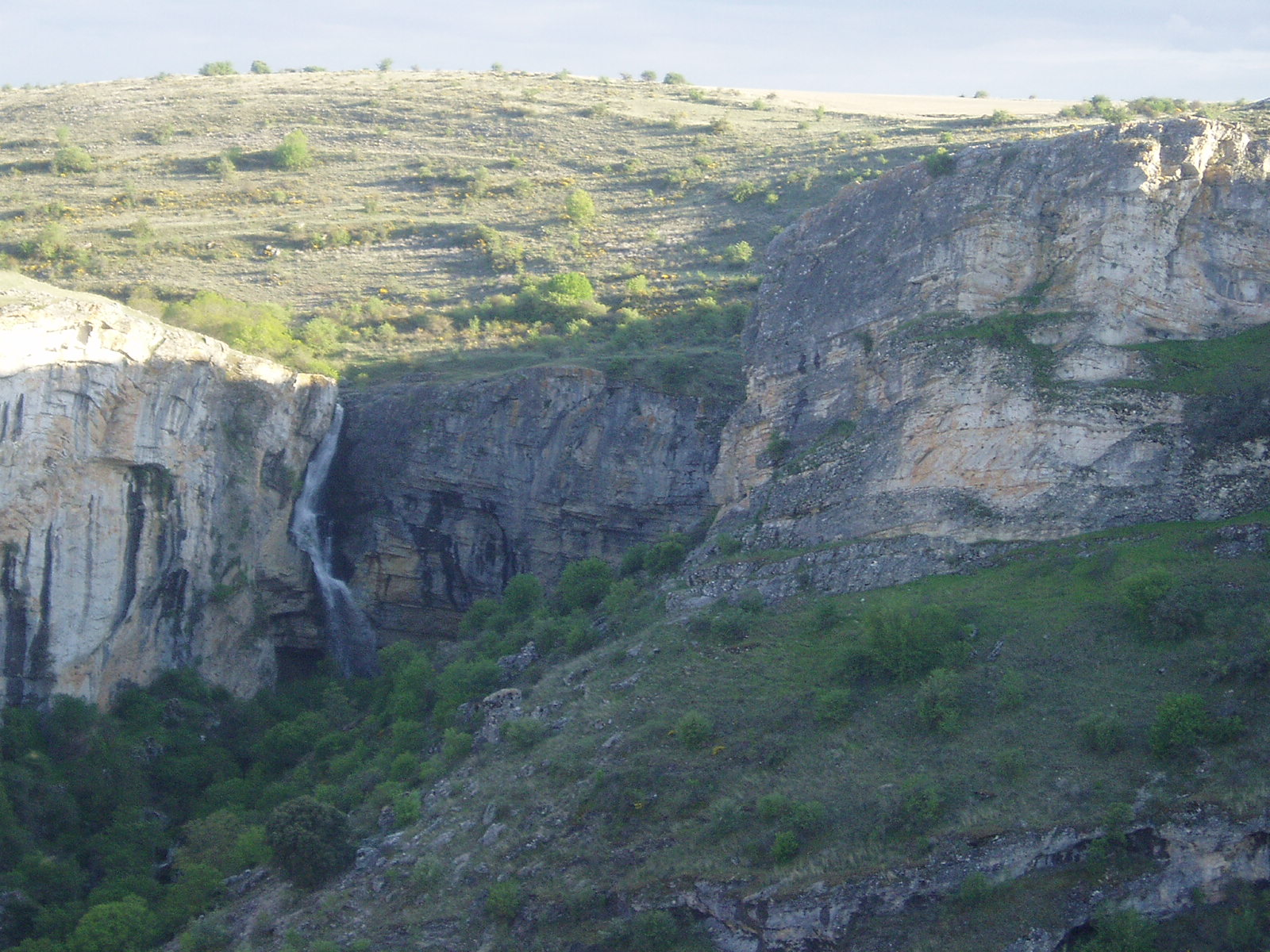
Cascada del Gollorio desde el Mirador dedicado a Félix Rodríguez de la Fuente.

Es destacable su paso por el parque natural del Barranco del río Dulce, donde en la Hoz de Pelegrina alcanza su máxima altitud, y discurre por parajes de gran valor ambiental, con bosques de ribera formados por chopos, álamos, o fresnos, y numerosos encinares y quejigares. Además, constituye el hábitat de una pequeña población de desmán de los Pirineos, y los montes y barrancos aledaños albergan numerosas rapaces rupícolas, tales como águilas perdiceras, águilas reales, o búhos reales, y córvidos. En sus aguas abundan la truchas comunes, de las que se alimenta la estable población de nutrias.
En la Hoz de Pelegrina se filmaron numerosos capítulos de la Serie Ibérica de El Hombre y la Tierra, dirigida por el naturalista Félix Rodríguez de la Fuente.
Cabe señalar que los pueblos por los que pasa, junto a otros aledaños, constituyen una interesante ruta de iglesias de estilo románico, como ocurre en las localidades de Jodra del Pinar, Pelegrina o Sigüenza.